# دیوید بایلی
دیوید بایلی (به انگلیسی: David Bailie) (زادهٔ ۴ دسامبر ۱۹۳۷ – درگذشتهٔ ۵ مارس ۲۰۲۱) بازیگر انگلیسی بود.
از فیلم‌های معروف او می‌توان به بازی در فیلم دزدان دریایی کارائیب اشاره کرد.